# 篠田研次

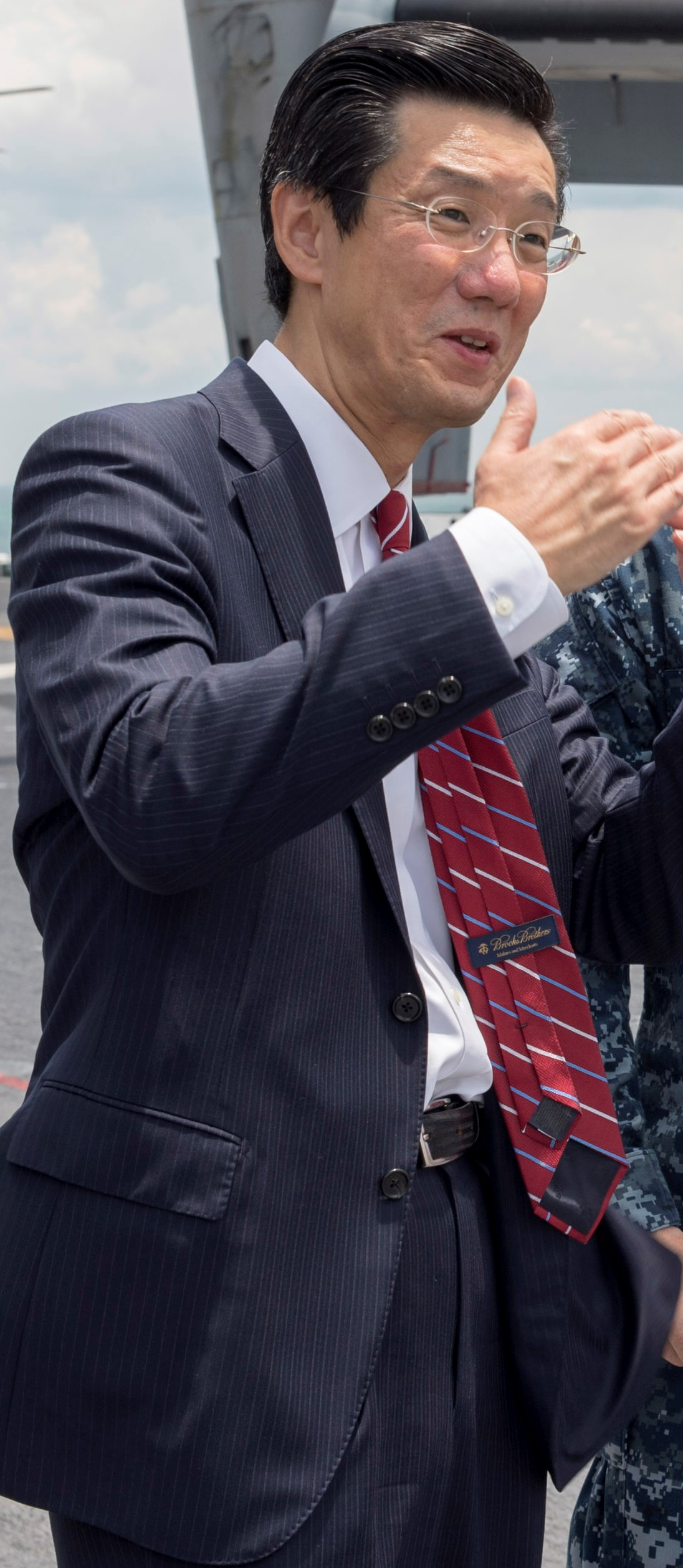
2016年10月

篠田 研次（しのだ けんじ、1953年〈昭和28年〉9月27日 - ）は、日本の外交官。外務省国際情報統括官を経て、2016年（平成28年）から駐シンガポール特命全権大使を務めた。

## 人物・経歴
名古屋市出身。1976年（昭和51年）京都大学法学部を卒業して、外務省に入省する。1979年（昭和54年）アメリカハーバード大学大学院を修了。
- 1982年（昭和57年） 欧亜局ソビエト連邦課課長補佐
- 1984年（昭和59年） アジア局北東アジア課課長補佐
- 1986年（昭和61年） 条約局条約課首席事務官
- 1990年（平成2年） 在アメリカ合衆国日本国大使館参事官
- 1993年（平成5年） 在ロシア日本国大使館参事官
- 1995年（平成7年） 中近東アフリカ局中近東第二課長
- 1996年（平成8年） 欧亜局ロシア課長
- 1999年（平成11年） 在ロシア日本国大使館公使
- 2002年（平成14年） 条約局審議官
- 2003年（平成15年） 欧州局審議官
- 2005年（平成17年） 総括審議官
- 2006年（平成18年）9月 シカゴ総領事
- 2008年（平成20年）4月 在米国大使館公使
- 2010年（平成22年） 国際情報統括官[2]
- 2012年（平成24年） 駐フィンランド特命全権大使
- 2016年（平成28年） 駐シンガポール特命全権大使[3]
- 2018年（平成30年） 日本シンガポール協会顧問[4]
- 2021年（令和3年）霞関会理事長[5]

趣味はプロレス観戦。

## 同期
- 齋木昭隆（13年外務事務次官・12年外務審議官（政務）・11年駐印大使・08年外務省アジア大洋州局長）
- 鶴岡公二（13年内閣官房審議官兼TPP政府対策本部首席交渉官・12年外務審議官（経済）・10年外務省総合外交政策局長）
- 兒玉和夫（13年OECD大使・外務省研修所長・10年国連大使（次席）・08年外務報道官）
- 木寺昌人（12年駐中国大使・内閣官房副長官補）
- 國方俊男（13年北極担当大使・11年駐チェコ大使）
- 小菅淳一（11年駐ヨルダン大使・06年駐アフガニスタン大使）
- 高田稔久（13年沖縄担当大使・駐ケニア兼ソマリア兼エリトリア兼セーシェル兼ブルンジ大使・10年駐ケニア大使）
- 福川正浩（11年駐ペルー大使）
- 田尻和宏（13年駐パラオ大使）
- 高橋邦夫（11年駐ネパール大使・09年駐スリランカ兼モルディブ大使）
- 久枝譲治（11年駐オマーン大使）
- 加茂佳彦（12年駐アラブ首長国連邦大使）
- 西宮伸一（12年中国大使・10年外務審議官（経済））
- 大塚聖一（12年駐レバノン大使）
- 高瀬康夫（12年駐ジャマイカ兼ベリーズ兼バハマ大使・09年駐トンガ大使）
- 渡部和男（12年駐コロンビア大使・11年科学技術協力担当大使・08年駐パラグアイ大使）
- 小泉崇（12年駐ブルガリア大使）
- 東博史（13年駐ポルトガル大使・10年駐モーリタニア大使）
- 長内敬（09年駐ラトビア大使）
- 今井治（13年国際テロ対策・組織犯罪対策協力担当兼サイバー政策担当兼安保理非常任理事国選挙及び安保理改革（中南米諸国）担当大使・12年国際テロ対策・組織犯罪対策協力兼サイバー政策担当大使・09年駐エクアドル大使）
- 細谷龍平（13年駐マダガスカル大使）
- 山本啓司（12年駐ルーマニア大使・11年査察担当大使・駐カメルーン大使）
- 塚原大貮（12年駐ベナン大使）
- 川上公一（12年外交記録公開担当大使・09年駐レバノン大使）